# إدغار جولد
إدغار جولد (بالإنجليزية: Edgar Gold) هو محامي أسترالي وكندي، ولد في 1934 في هامبورغ في ألمانيا.